# 中嶋光矢
中嶋 光矢（なかじま みつや、1903年7月2日 - 1989年11月10日）は、日本の経営者。日本短波放送社長を務めた。山形県出身。

## 経歴
1930年に京都帝国大学法学部英法学科を卒業し、同年に日本経済新聞社に入社。1949年3月に取締役に就任し、1956年2月に常務を経て、1965年5月には日本短波放送社長に就任。1976年6月に最高顧問に就任。
1974年4月に勲三等旭日中綬章を受章。
1989年11月10日老衰のために死去。86歳没。